# Ferenc Szombathelyi

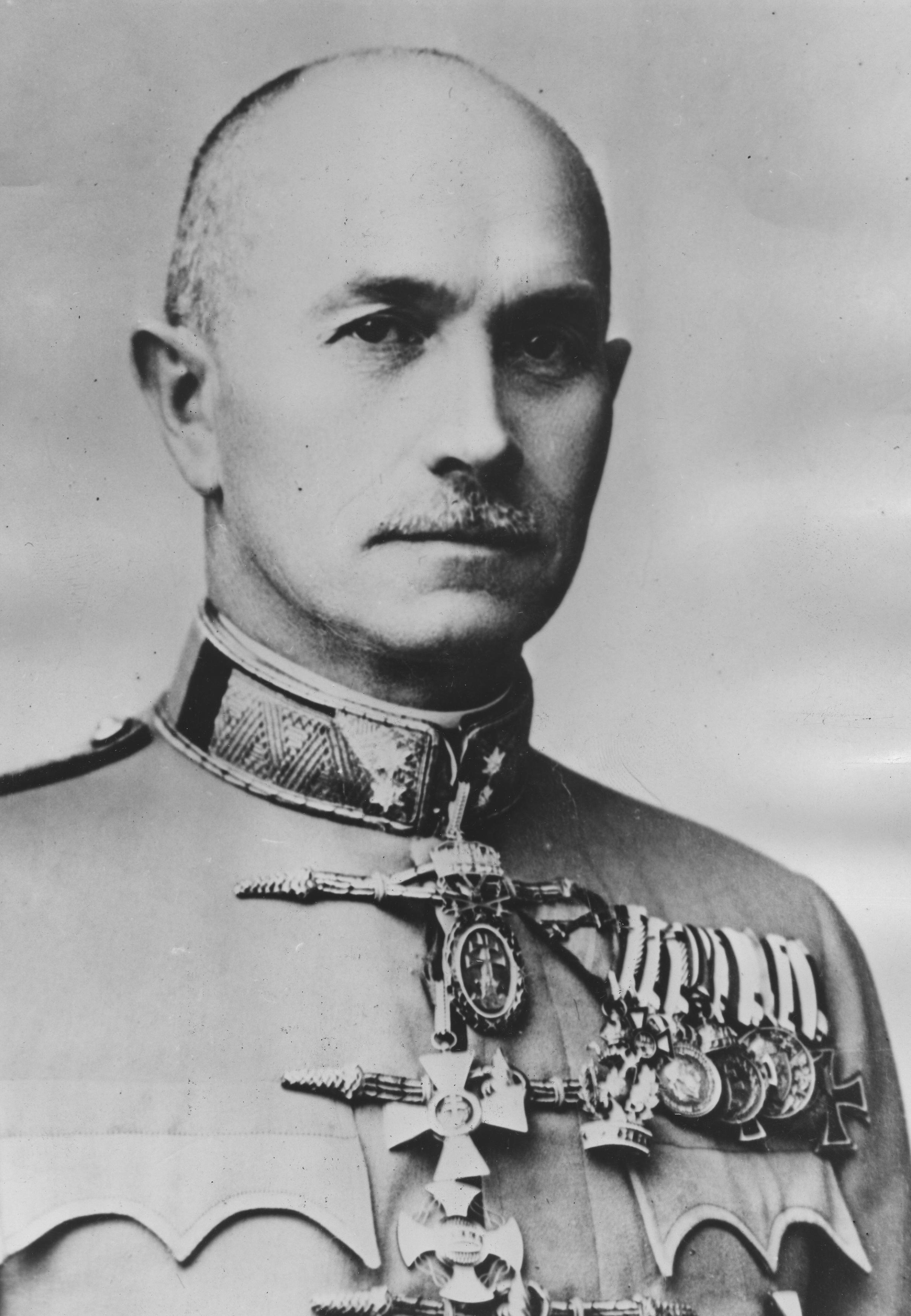
Ferenc Szombathelyi (vor 1943)

Vitéz Ferenc Szombathelyi (geboren als Franz Knaus; * 17. Mai 1887 in Győr; † 5. November 1946 in Novi Sad) war ein ungarischer Offizier, zuletzt Generaloberst während des Zweiten Weltkriegs und von 1941 bis 1944 Generalstabschef und Oberkommandierender der ungarischen Streitkräfte. Er wurde nach dem Krieg von einem jugoslawischen Gericht als Kriegsverbrecher verurteilt und hingerichtet.

## Leben
Knaus trat 1902 als Kadett in die österreichisch-ungarische Armee ein und wurde 1907 zum Leutnant im Infanterie-Regiment Nr. 16 befördert. Ab 1911 studierte er an der k.u.k. Kriegsschule in Wien. Nach der Teilnahme am Ersten Weltkrieg trat er in die neugegründete Königlich-Ungarische Armee ein. Ab 1926 unterrichtete er an der Ludovika-Akademie in Budapest. Von 1931 bis 1933 war er Chef des Stabes der 3. gemischten Brigade, von 1935 bis 1936 Adjutant des Oberkommandos der Streitkräfte und anschließend bis 1938 Kommandant der Ludovika-Akademie. Ab 1934 benutzte er den Nachnamen seiner Mutter anstelle seines deutschen Namens.
Von 1938 bis 1939 bekleidete er den Posten des stellvertretenden Generalstabschefs. Von 1939 bis 1941 befehligte er das VIII. Korps, bevor er zum Kommandierenden General der „Karpatengruppe“ (Kárpát Csoport) ernannt wurde, mit der er am Unternehmen Barbarossa teilnahm. Am 6. September wurde er von Staatschef Miklós Horthy zum Nachfolger des deutschfreundlichen Henrik Werth als Chef des Generalstabs ernannt. Szombathelyi beurteilte die Aussichten des Krieges gegen die Sowjetunion skeptisch und scheute sich nicht, das seine deutschen Gegenüber wissen zu lassen. Bereits kurz nach seiner Ernennung war er beim Treffen Hitlers mit Horthy zugegen, als dieser die Entsendung weiterer Truppen versprach. Er zögerte diese Maßnahme aber erfolgreich hinaus, bis sie nach den Rückschlägen der deutschen Armee im Winter 1941/42 und dem verstärkten rumänischen Engagement nicht mehr zu verhindern war. Im April 1942 entsandte er die 2. Armee von Gusztáv Jány an die Ostfront. Zuvor hatte er in Reaktion auf angebliche Anschläge kommunistischer Partisanen und Tschetniks in der annektierten Batschka ein Eingreifen von Militär unter General Ferenc Feketehalmy-Czeydner angeordnet, die sich zu einer Strafaktion gegen serbisch bewohnte Dörfer entwickelte und im Massaker von Novi Sad gipfelte.
Als Reaktion auf die katastrophalen Niederlagen der 2. Armee im Winter 1942/43 (→ Operation Ostrogoschsk-Rossosch) versuchte sich Ungarn mehr und mehr seinem Achsenpartner zu entziehen. Der von Szombathelyi vorgeschlagene und von Hitler begrüßte Einsatz von ungarischen Divisionen zu Besatzungszwecken auf dem Balkan als Ersatz für den Ausfall der 2. Armee wurde von Ministerpräsident Miklós Kállay abgelehnt. Es wurden Kontakte mit den Westmächten initiiert, an denen neben Kállay auch Szombathelyi führend beteiligt war. Nach dem Einmarsch deutscher Truppen in Ungarn im März 1944 wurde Szombathelyi im April auf deutschen Druck seines Amtes enthoben und unter Hausarrest gestellt. Nach der Machtübernahme der Pfeilkreuzler im Oktober 1944 wurde er verhaftet. Gegen Kriegsende wurde er nach Deutschland verschleppt und anschließend von den Amerikanern in Gewahrsam genommen, die ihn nach Ungarn auslieferten. Dort wurde er zunächst von einem Volksgericht zu lebenslanger Haft verurteilt, dann aber an Jugoslawien ausgeliefert. Dort wurde ihm wegen seiner Beteiligung am Massaker von Novi Sad der Prozess gemacht, der zu seiner Verurteilung und Hinrichtung durch den Strang im November 1946 führte. Das ungarische Urteil gegen Szombathelyi wurde 1994 annulliert.